# باريس سان جيرمان موسم 1970–71
كان موسم 1970–71 هو الموسم الأول لباريس سان جيرمان. لعب باريس سان جيرمان بشكل أساسي مبارياته المحلية في الدوري على ملعب جان بوان في باريس، ولكن في بعض الأحيان أيضًا على ملعب جورج لوفيفر البلدي في سان جيرمان أونلي، مسجلاً متوسط حضور بلغ 3018 متفرجًا لكل مباراة. كان بيير إتيان جويوت رئيسًا للنادي وكان المدرب بيير فيليبون هو اللاعب والمدير الفني للفريق. كان جان دجوركاييف قائد الفريق.

## الملخص
في صيف عام 1970، قررت مجموعة طموحة من رجال الأعمال إنشاء فريق كبير في العاصمة الفرنسية. اختار جاي كريسنت وبيير إتيان جايوت دمج فريقهما الافتراضي، باريس إف سي، الذي تأسس عام 1969، مع ستاد سان جيرمان التابع لهنري باتريل بعد فوز الفريق القادم من سان جيرمان أونلي، على بعد 15 كيلومترًا غرب باريس والذي تأسس عام 1904، بالترقية إلى الدرجة الثانية. ومع ذلك، ظل الرجال الثلاثة عالقين في الجدوى المالية للمشروع حتى التقوا برئيس ريال مدريد سانتياغو برنابيو. وأخبرهم أن البدء بحملة تمويل جماعي هو الحل الأمثل لتأسيس فريق جديد.
وقد أيد المشروع 20 ألف شخص، وتم تأسيس نادي باريس سان جيرمان في 17 يونيو 1970. تم انتخاب بيير إتيان جويوت كأول رئيس للنادي بعد بضعة أيام. ولأول مرة في تاريخ كرة القدم الفرنسية، ساهم المشجعون ماليًا في إنشاء النادي. أصبح الاندماج رسميًا بعد إنشاء رابطة النادي في 12 أغسطس 1970. يحتفظ نادي باريس سان جيرمان بهذا اليوم باعتباره تاريخ تأسيسه. تم اعتماد اللون الأحمر والأزرق والأبيض كألوان تقليدية للنادي. يمثل اللونان الأحمر والأزرق مدينة باريس، بينما يمثل اللون الأبيض رمزًا للعائلة المالكة الفرنسية ويرمز إلى المدينة الملكية القريبة سان جيرمان أونلي، مسقط رأس الملك الفرنسي لويس الرابع عشر.
ساهم نادي باريس إف سي بالدعم المالي، في حين قدم ستاد سان جيرمان البنية التحتية الرياضية، من وضع الدرجة الثانية إلى مركز تدريب كامب دي لوج، بالإضافة إلى المدير بيير فيليبون ومعظم اللاعبين، بما في ذلك برنارد جينيدو، وميشيل بروست وكاميل شوكيه. بالإضافة إلى كونه أول مدير لنادي باريس سان جيرمان على الإطلاق، كان فيليبون أيضًا واحدًا من اثنين فقط من المديرين اللاعبين في تاريخ النادي. عزز باريس سان جيرمان صفوفه بالتعاقد مع جان دجوركاييف، قائد المنتخب الفرنسي. كانت أول مباراة رسمية لباريس سان جيرمان في الدوري هي التعادل 1-1 خارج أرضه أمام بواتييه في 23 أغسطس 1970. سجل غينيدوكس الهدف الأول للنادي على الإطلاق من ركلة حرة. واصل النادي مسيرته حتى نجح في الصعود إلى الدرجة الأولى وحصل على لقب الدرجة الثانية في موسمه الافتتاحي.

## اللاعبين
اعتبارا من موسم 1970–71.

### تشكيلة الفريق
ملاحظة: تشير الأعلام إلى المنتخب الوطني على النحو المحدد في قواعد الأهلية للفيفا. قد يحمل اللاعبون أكثر من جنسية واحدة غير تابعة للفيفا.
| الرقم | البلد    | المركز | اللاعب                   |
| ----- | -------- | ------ | ------------------------ |
|       | فرنسا    | حارس   | كاميل شوكييه             |
|       | فرنسا    | حارس   | باتريس باي               |
|       | فرنسا    | مدافع  | ميشيل بيهير              |
|       | فرنسا    | مدافع  | دانييل جوتشي             |
|       | فرنسا    | مدافع  | جان كلود فيت دوفال       |
|       | فرنسا    | مدافع  | جان دجوركاييف            |
|       | فرنسا    | مدافع  | برنارد بيرو              |
|       | فرنسا    | مدافع  | بيير فيليبون (لاعب مدرب) |
|       | البرتغال | مدافع  | فيرناندو كروز            |
|       | فرنسا    | مدافع  | رولاند ميتوراي           |

| الرقم | البلد                                   | المركز | اللاعب              |
| ----- | --------------------------------------- | ------ | ------------------- |
|       | فرنسا                                   | وسط    | جان بيير ديستروميلي |
|       | فرنسا                                   | وسط    | برنارد غينيدو       |
|       | جمهورية يوغوسلافيا الاشتراكية الاتحادية | وسط    | زيفكو لوكيتش        |
|       | فرنسا                                   | وسط    | آلان غاريليير       |
|       | فرنسا                                   | مهاجم  | جاك ريمون           |
|       | فرنسا                                   | مهاجم  | تييري كاريه         |
|       | فرنسا                                   | مهاجم  | دومينيك ديلبلانك    |
|       | فرنسا                                   | مهاجم  | جان كلود براس       |
|       | فرنسا                                   | مهاجم  | ميشيل بروست         |
|       | فرنسا                                   | مهاجم  | جان لويس بروست      |

## الأطقم
لم يكن لدى النادي راعي لقميصه. كانت شركة الملابس الرياضية الفرنسية لو كوك سبورتيف هي الشركة المصنعة للطقم.
| الأساسي · 0 · 0 | الإحتياطي · 0 · 0 |